# Allan Lichtman

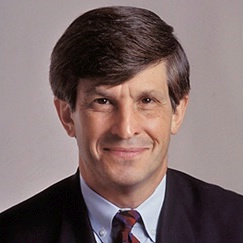
Allan Lichtman

Allan Jay Lichtman (sinh ngày 04 tháng 4 năm 1947) là một nhà nghiên cứu về lịch sử chính trị người Hoa Kỳ. Ông là giáo sư giảng dạy tại đại học American University ở Washington, DC. Năm 2006, ông đã ra tranh cử Thượng viện Hoa Kỳ ở Maryland. Ông là tác giả của nhiều cuốn sách và đã xuất bản hơn 100 bài viết. Một mô hình nghiên cứu về xác suất thống kê do ông tạo ra đã dự đoán được người chiến thắng trong các cuộc bầu cử tổng thống ở Hoa Kỳ. Ông thường được gọi là "Giáo sư tiên tri bầu cử" do đã dự đoán chính xác kết quả các cuộc bầu cử Tổng thống Mỹ từ năm 1984 đến 2020, bao gồm cả chiến thắng của Donald Trump vào Nhà Trắng. và chiến thắng gần đây nhất là của Joe Biden trước Donald Trump

## Sách
- Historians And The Living Past: The Theory And Practice Of Historical Study (Arlington Heights, Ill.: Harlan Davidson, Inc., 1978; With Valerie French)
- Ecological Inference (With Laura Irwin Langbein, Sage Series In Quantitative Applications In The Social Sciences, 1978)
- Your Family History: How To Use Oral History, Personal Family Archives, And Public Documents To Discover Your Heritage (New York: Random House, 1978)
- Prejudice And The Old Politics: The Presidential Election Of 1928 (Chapel Hill: University Of North Carolina Press, 1979; Lexington Books, 2000)
- Kin And Communities: Families In America (Edited, With Joan Challinor, Washington, D. C.: Smithsonian Press, 1979)
- The Thirteen Keys To The Presidency (Lanham: Madison Books, 1990, With Ken Decell) ISBN 978-0-8191-7008-8
- The Keys To The White House, 1996 Edition (Lanham: Madison Books, 1996; reprint, Lexington Books Edition, 2000) ISBN 978-0-7391-0179-7
- White Protestant Nation: The Rise of The American Conservative Movement, (Finalist for National Book Critics Circle Award in non-fiction, 2008[2]) Grove/Atlantic Press. ISBN 978-0-87113-984-9
- FDR & the Jews," (Co-authored with Richard Breitman. Harvard University Press, 2013)[3][4][5]